# Йернстедт, Том
Томас Уолтер (Том) Йернстедт (англ. Thomas Walter 'Tom' Jernstedt; 24 ноября 1944, Мак-Минвилл, Орегон — 5 сентября 2020, Теквеста, Флорида) — американский спортивный функционер. Сотрудник структур NCAA (высшая должность — исполнительный вице-президент), президент Федерации баскетбола США (2001—2004). Йернстедт, известный как «отец Финала четырёх», внёс значительный вклад в популяризацию и развитие университетского баскетбола в США. Член Национального зала славы студенческого баскетбола (2010) и Зала славы баскетбола (2017).

## Биография
Родился в 1944 году в Мак-Минвилле (Орегон) в семье Дональда и Кэтрин Йернстедт. Отец был владельцем компании по развозке школьников, мать библиотекарем. В 5-летнем возрасте Том перенёс полиомиелит в лёгкой форме, после чего на всю жизнь потерял часть подвижности в правой ступне. Сам о себе он позже отзывался так: «слабые руки и медленные ноги». Несмотря на это в старших классах он стал ведущим квотербеком школьной сборной по американскому футболу, играл в баскетбол на позиции защитника и в бейсбол в роли питчера.
По окончании Ямхилл-Карлтонской средней школы продолжил образование в Орегонском университете, где получил степень бакалавра по политологии. В годы учёбы в университете привлекался в сборную по американскому футболу на позиции квотербека и тайт-энда, но обычно оставался на скамейке запасных, поскольку в распоряжении тренера Леса Казановы были игроки более высокого класса. В последний год учёбы, почти не появляясь на поле, Йернстедт начал участвовать в отборе и вербовке потенциальных игроков для университетской сборной из числа учеников старших классов, посещавших университетский кампус в Юджине.
После получения степени (позже, в 1973 году, он получил в этом же вузе степень магистра по организации учебного процесса) Йернстедт в течение двух лет занимался продажами электротоваров и специй, но когда его бывший тренер был назначен руководителем спортивной программы Орегонского университета, он пригласил Йернстедта на должность организатора спортивных состязаний. Тот успешно справлялся со своими обязанностями, в частности организовав в 1972 году национальный студенческий чемпионат по лёгкой атлетике на стадионе «Хейвард-филд», и позже в том же году был нанят Национальной ассоциацией студенческого спорта (NCAA) на должность директора по организации соревнований.
В структуре NCAA Йернстедт проработал следующие 38 лет, закончив карьеру в должности исполнительного вице-президента в 2011 году. В начале его работы в организации основным источником её финансирования был студенческий баскетбол, и именно его развитию и пропаганде Йернстедт уделял наибольшее внимание. При нём ежегодный мужской чемпионат I дивизиона был в несколько этапов расширен с 25 до 68 команд, а в 1973 году впервые проведены полуфиналы и финалы в формате Финала четырёх. Если в начале его работы в NCAA по телевидению транслировался только финальный матч, а общая сумма контрактов с телевещательными компаниями на трансляции студенческого баскетбола немногим превышала 1 млн долларов, то к 2011 году телевидение вело прямые трансляции всех матчей чемпионата, а сумма контрактов достигла 10,8 млрд долларов. Йернстедт также был вдохновителем организации аналогичного женского чемпионата I дивизиона, что привело к росту денежного потока в женские спортивные программы вузов по сравнению с периодом, когда их курировала Ассоциация женского студенческого спорта (англ. Association for Intercollegiate Athletics for Women, AIAW).
В рамках NCAA Йернстедт также работал как член комиссии по отбору игроков в университетский футбол (англ. College Football Selection). Параллельно со своими обязанностями в NCAA он с 2001 по 2004 год занимал пост президента Федерации баскетбола США. Его уход на пенсию из NCAA стал результатом реструктуризации в 2010 году, когда занимаемая им должность была упразднена. В последние годы жизни Йернстедт выступал консультантом при нескольких университетских конференциях, включая Big East и Pac-12.
Том Йернстедт умер в сентябре 2020 года в возрасте 75 лет рядом со своим домом в Теквесте (Флорида), оставив после себя жену Кристин Келлам Йернстедт, сына от брака с ней и двоих детей от первого брака с Дороти Дорнсайф. Зал славы баскетбола в 2001 году отметил его заслуги в развитии этого вида спорта ежегодной премией имени Джона Банна. В 2010 году его имя было включено в списки Национального зала славы студенческого баскетбола, в 2017 году — в списки Зала славы баскетбола, а в 2020 году, за месяц до смерти — в списки Зала спортивной славы Орегона.